# Relação ecológica
As relações ou interações ecológicas são os efeitos que os organismos em uma comunidade têm um sobre o outro. No mundo natural, nenhum organismo existe em absoluto isolamento e, portanto, cada organismo deve interagir com o meio ambiente e outros organismos. As interações de um organismo com seu meio ambiente são fundamentais para a sobrevivência deste e o funcionamento do ecossistema como um todo.
Nas comunidades bióticas dentro de um ecossistema encontram-se várias formas de interações entre os seres vivos que as formam. Essas relações se diferenciam pelos tipos de dependência que os organismos mantêm entre si. Algumas dessas interações se caracterizam pelo benefício mútuo de ambos os seres vivos ou de apenas um deles, sem o prejuízo do outro, ou até mesmo o prejuízo de ambos como é visto na competição.
Os termos que indicam explicitamente a qualidade do benefício ou dano em termos de aptidão experimentada pelos participantes em uma interação estão listados no gráfico. Existem seis combinações possíveis, que vão desde mutuamente benéficas até interações neutras e mutuamente prejudiciais. O nível de benefício ou dano é contínuo e não discreto, de modo que uma interação particular pode ter um alcance de trivialmente prejudicial a mortal, por exemplo. É importante notar que essas interações nem sempre são estáticas. Em muitos casos, duas espécies irão interagir de forma diferente em diferentes condições. Isto é particularmente verdadeiro, mas não limitado a, casos em que as espécies têm estágios de vida múltiplos, drasticamente diferentes.
As relações ecológicas podem ocorrer entre indivíduos da mesma espécie e indivíduos de espécies diferentes. Quando as interações ocorrem entre organismos da mesma espécie, são denominadas relações intraespecíficas ou homotípicas. Quando as relações acontecem entre organismos de espécies diferentes, recebem o nome de interespecíficas ou heterotípicas.

## Relações intraespecíficas harmônicas

### Sociedades
As sociedades são associações entre indivíduos da mesma espécie, organizados de um modo cooperativo e não ligados anatomicamente. Os indivíduos componentes denominados sociais, colaboram com a sociedade em que estão integrados graças aos estímulos recíprocos. Sempre é observada a existência de hierarquia, uma divisão de funções para cada membro participante, o que gera indivíduos especialistas em determinadas funções aumentando a eficiência do conjunto e sobrevivência da espécie, a ponto de ocorrerem seleções na escolha da função de acordo com a estrutura do corpo de cada animal. Por exemplo, formigas soldados são maiores e possuem mais veneno (mais ácido fórmico) que as formigas operárias; a abelha rainha é grande e põe ovos, enquanto que as abelhas operárias são menores e não põem ovos.[carece de fontes?]

### Colônias
Uma colônia é o agrupamento de vários indivíduos da mesma espécie que apresentam um elevado grau de dependência entre si, podendo ou não ocorrer divisão do trabalho.[carece de fontes?]
Quando constituídas por organismos que apresentam a mesma forma, não ocorre divisão de trabalho, todos os indivíduos são iguais e executam as mesmas funções vitais, nesses casos são denominadas colônias isomorfas. Por exemplo as colônias de corais.[carece de fontes?]
Quando constituídas por indivíduos com formas e funções distintas ocorre a divisão de trabalhos, (são denominadas colônias heteromorfas). Um exemplo é o celenterado da espécie Physalia physalis, popularmente conhecida por “caravela”, que forma colônias com indivíduos especializados na proteção e defesa (os chamados dactilozoides), especializados na reprodução (os chamados gonozoides), especializados em natação (os chamados nectozoides), especializados na flutuação (os chamados pneumozoides), e os especializados em digestão (os chamados gastrozoides), cada qual desempenhando funções diferentes no conjunto.[carece de fontes?]

## Relações interespecíficas harmônicas

### Mutualismo

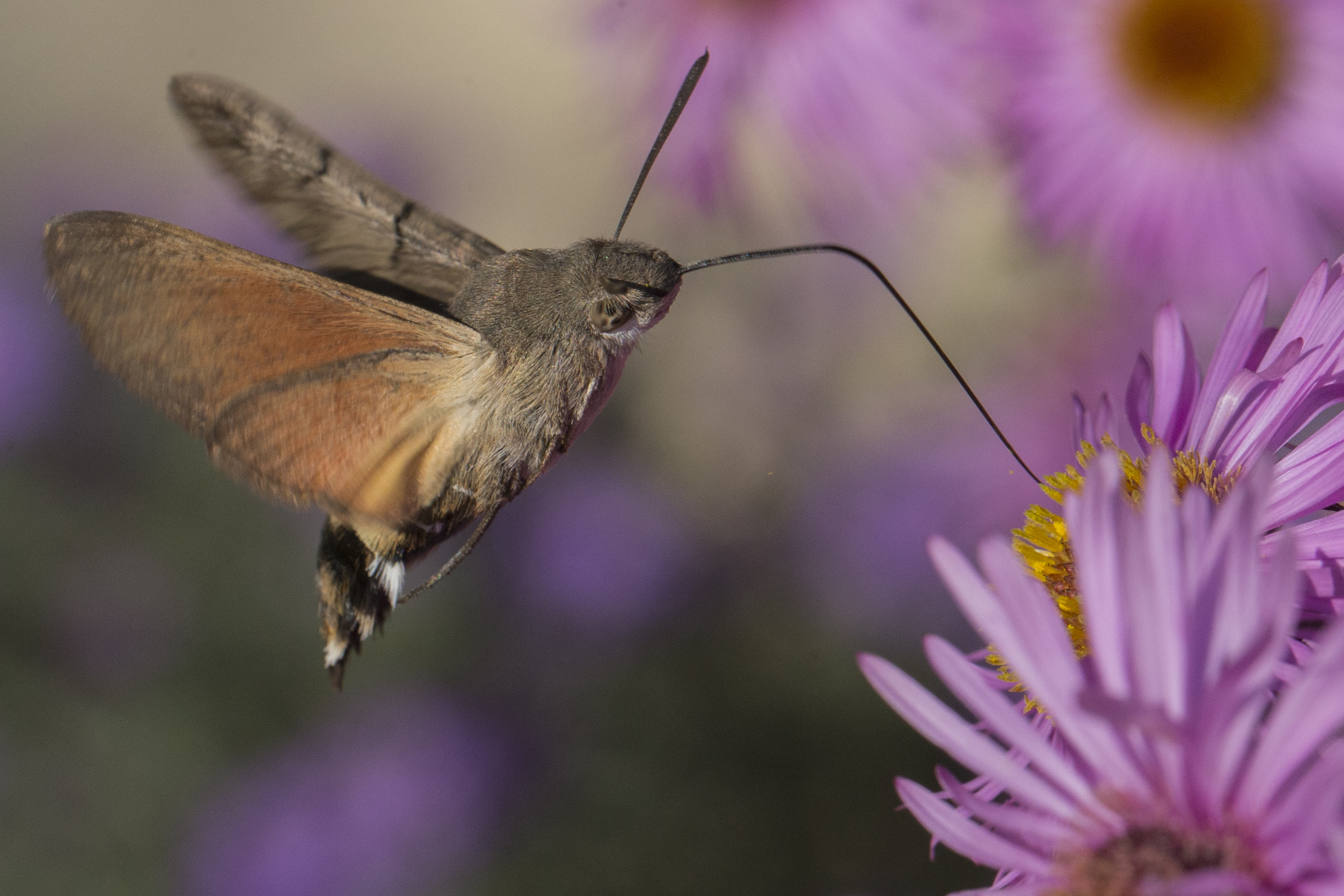
A polinização ilustra o mutualismo entre plantas floridas e seus polinizadores.

O mutualismo  é uma interação entre duas ou mais espécies, onde as espécies derivam um benefício mútuo, por exemplo, uma maior capacidade de carga. Interações similares dentro de uma espécie são conhecidas como cooperação. O mútuo pode ser classificado em termos da proximidade da associação, sendo a mais próxima a simbiose, que muitas vezes é confundida com o mutualismo. Uma ou ambas as espécies envolvidas na interação podem ser obrigatórias, o que significa que elas não podem sobreviver a curto ou longo prazo sem as outras espécies. Embora o mutualismo historicamente tenha recebido menos atenção do que outras interações, como a predação, é assunto muito importante em ecologia. Exemplos incluem peixes mais limpos, polinização e dispersão de sementes, flora intestinal, mimetismo de Müller e fixação de nitrogênio por bactérias nos nódulos radiculares de leguminosas.
Outro exemplo é a relação entre os cupins e a triconinfa. Os cupins, ao comerem a madeira, não conseguem digerir a celulose, mas em seu intestino vivem os protozoários, capazes de digeri-la. Os protozoários, ao digerirem a celulose, permitem que os cupins aproveitem essa substância como alimento. Dessa forma, os cupins atuam como fonte indireta de alimentos e como “residência” para os protozoários.

### Simbiose

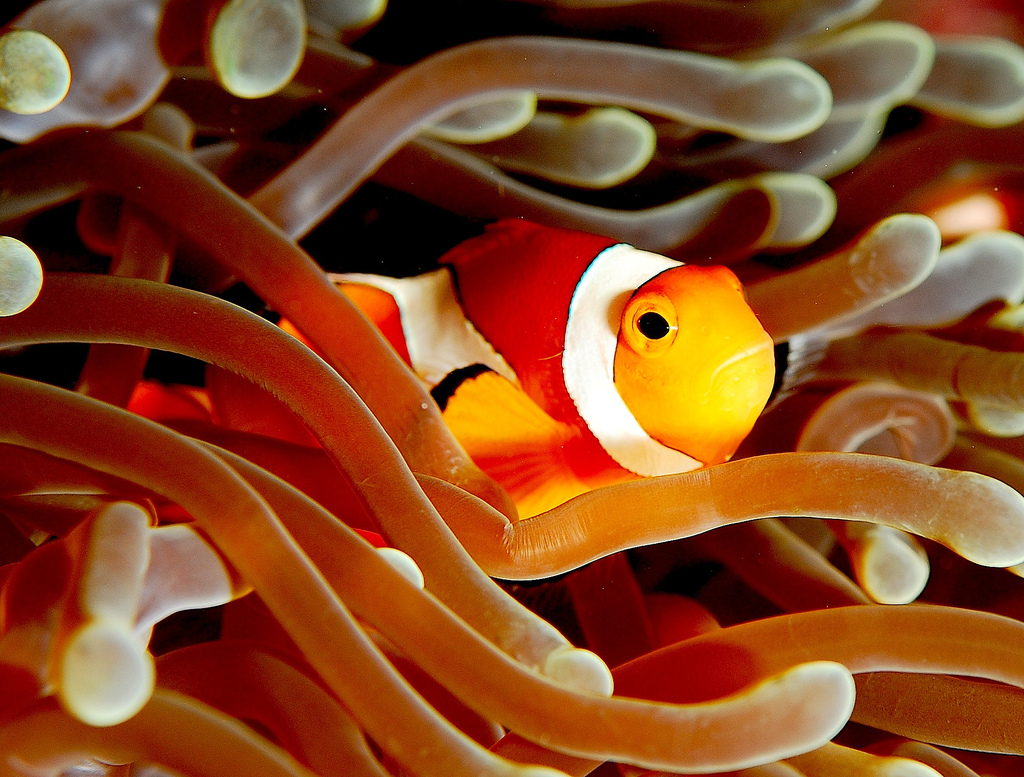
O peixe palhaço comum (Amphiprion ocellaris) em sua casa de anêmona do mar Ritteri (Heteractis magnifica). Tanto o peixe quanto a anêmona se beneficiam desse relacionamento, um caso de simbiose mutualista.

O termo simbiose (grego: viver em conjunto) pode ser usado para descrever vários graus de relação íntima entre organismos de diferentes espécies. Às vezes, é usado apenas nos casos em que ambos os organismos se beneficiam; Às vezes é usado de forma mais geral para descrever todas as variedades de relacionamentos relativamente intimas, ou seja, mesmo parasitismo, mas não predação. Alguns chegam até a ponto de usá-lo para descrever a predação. Ele pode ser usado para descrever relacionamentos onde um organismo vive em ou em outro, ou pode ser usado para descrever casos em que os organismos estão relacionados por comportamentos estereotipados mútuos.
Em ambos os casos, a simbiose é muito mais comum no mundo vivo e muito mais importante do que é geralmente assumido. Quase todos os organismos têm muitos parasitas internos. Uma grande porcentagem de herbívoros apresentam microbiota de intestino mutualista que os ajuda a digerir a matéria vegetal, o que é mais difícil de digerir do que a presa animal. Os recifes de corais são o resultado de mutualismos entre organismos de corais e vários tipos de algas que vivem dentro deles. A maioria das plantas terrestres e, portanto, pode-se dizer, a própria existência de ecossistemas terrestres depende de mutualismos entre as plantas, que consertam o carbono do ar e fungos micorrízicos que ajudam na extração de minerais do solo. Espera-se que a evolução de todos os eucariotas (plantas, animais, fungos, protistas) resulte de uma simbiose entre vários tipos de bactérias: teoria endossimbiotica

### Protocooperação
Na protocooperação, embora as duas espécies envolvidas sejam beneficiadas, elas podem viver de modo independente, sem que isso as prejudique.[carece de fontes?]

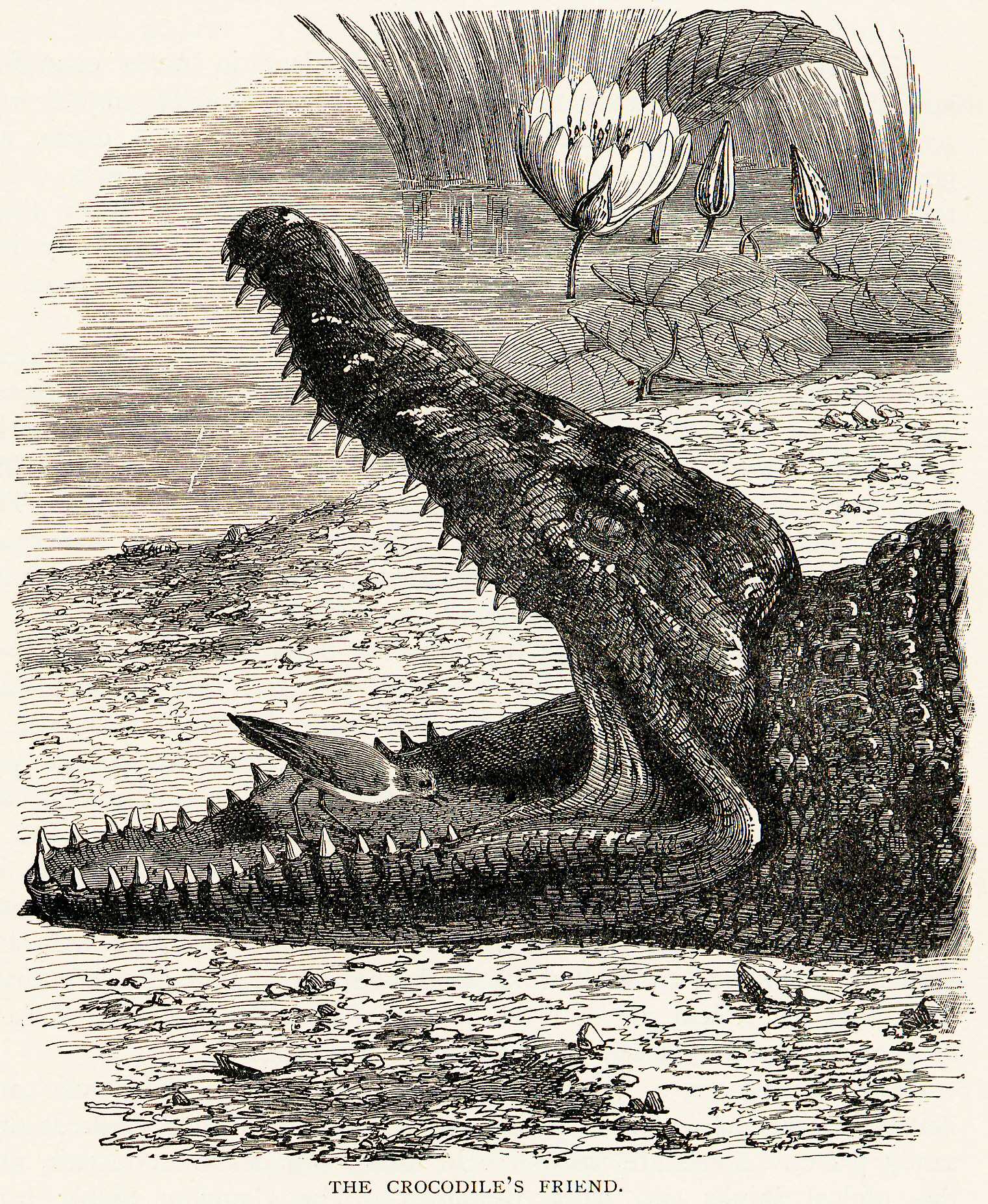
Protocooperação entre o pássaro palito e o crocodilo africano.

Um dos mais conhecidos exemplos de protocooperação é a associação entre a anêmona-do-mar e o paguro, um crustáceo semelhante ao caranguejo, também conhecido como bernardo-eremita ou ermitão. O paguro tem o corpo mole e costuma ocupar o interior de conchas abandonadas de gastrópodes. Sobre a concha, costumam instalar-se uma ou mais anêmonas do mar (actínias). Dessa união, surge o benefício mútuo: a anêmona possui células urticantes, que afugentam os predadores do paguro, e este, ao se deslocar, possibilita à anêmona uma melhor exploração do espaço, em busca de alimento.[carece de fontes?]
Outro exemplo é o de alguns animais que promovem a dispersão de sementes de plantas, comendo seus frutos e evacuando suas sementes em local distante, e a ação de insetos que procuram o néctar das flores e contribuem involuntariamente para a polinização das plantas.[carece de fontes?]
Há também a relação entre o anu e os bovinos, onde o anu, uma ave, se alimenta de carrapatos existentes na pele dos bovinos, livrando-os de indesejáveis parasitas.[carece de fontes?]
Um outro exemplo clássico é o pássaro palito e o jacaré: o jacaré abre a sua boca e o pássaro palito introduz-se nela, de onde retira sanguessugas que ali encontram-se parasitando o réptil, além de retirar restos de comida presos entre seus dentes. Assim, ambos são beneficiados - o crocodilo, ao livrar-se dos parasitas, e o pássaro palito, tendo uma opção alimentar indireta. No entanto, tal relação poderia ser dispensada, sem causar nenhum tipo de desequilíbrio metabólico.[carece de fontes?]
Outro exemplo é a relação entre Corvos e Lobos que se baseia do corvo guiar o lobo até carcaças e o lobo come a carcaça e acaba rasgando a carcaça permitindo que o corvo coma e sempre o lobo deixa restos para o corvo situações dessa relação foram vistas em Yellowstone National Park onde ambas estas espécies se encontram com frequência.

### Inquilinismo ou epifitismo
O inquilinismo(ou epifitismo no caso das plantas) é um tipo de associação em que apenas um dos participantes se beneficia, sem causar qualquer prejuízo ao outro. Nesse caso, a espécie beneficiada obtém abrigo ou, ainda, suporte no corpo da espécie hospedeira, e é chamada de inquilino. Um exemplo típico é a associação entre orquídeas e árvores. Vivendo no alto das árvores, que lhe servem de suporte, as orquídeas encontram condições ideais de luminosidade para o seu desenvolvimento, e a árvore não é prejudicada (ver Epifitia).[carece de fontes?]
Outro exemplo é o do Fierasfer, um pequeno peixe que vive dentro do corpo do pepino-do-mar (Holoturia). Para alimentar-se, o Fierasfer sai do pepino-do-mar e depois volta. Assim, o peixe encontra proteção no corpo do pepino-do-mar, que não recebe benefício nem sofre desvantagem.[carece de fontes?]

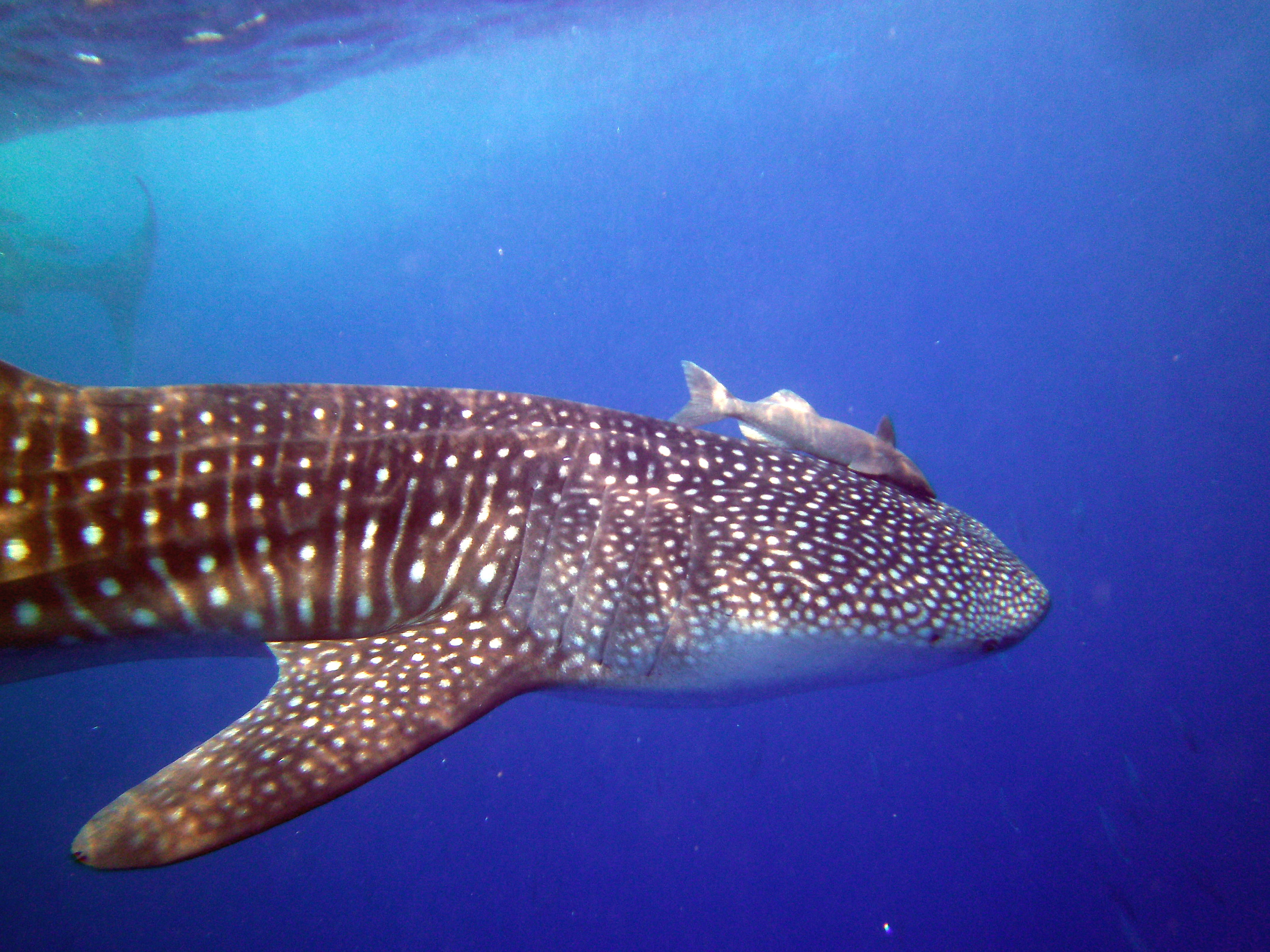
Comensalismo entre a rêmora e o tubarão baleia.

### Comensalismo
O comensalismo é um tipo de associação entre indivíduos onde um deles se aproveita dos restos alimentares do outro sem prejudicá-lo. O ser vivo que se aproveita dos restos alimentares é denominado comensal, enquanto que o ser vivo que lhe proporciona esse alimento fácil é denominado anfitrião. Alguns exemplos de comensalismo: A rêmora e o tubarão. A rêmora ou peixe-piolho é um peixe ósseo que apresenta a nadadeira dorsal transformada em ventosa, com a qual se fixa no ventre, próximo à boca do tubarão e é levada com ele. Quando o tubarão estraçalha a carne de suas presas, muitos pedacinhos de carne se espalham pela água e a rêmora se alimenta desses restos alimentares produzidos pelas atividades do tubarão.[carece de fontes?]
O exemplo didático mais antigo e mais clássico de comensalismo é o caso das hienas que se aproveitam dos restos das carcaças deixadas pelos leões. No entanto, algumas observações realizadas indicam que as hienas esperam que o leão faça o trabalho de abater a presa, em seguida o bando de hienas ataca o leão de forma a afugentá-lo e assim conseguem se apoderar de sua caça, inclusive impedindo que ele se alimente da caça que ele mesmo abateu, caracterizando assim uma relação de esclavagismo interespecífico e não propriamente de comensalismo. Vez por outra as hienas abatem leões e os devoram numa relação clara de predatismo. O comensalismo entre hienas e leões só acontece quando o leão já está fartamente alimentado e já tendo saciado a sua fome, abandona os restos da carcaça para as hienas e abutres.[carece de fontes?]

## Relações intraespecíficas desarmônicas
São relações entre espécies iguais, na qual há um prejuízo para pelo menos um dos lados.[carece de fontes?]

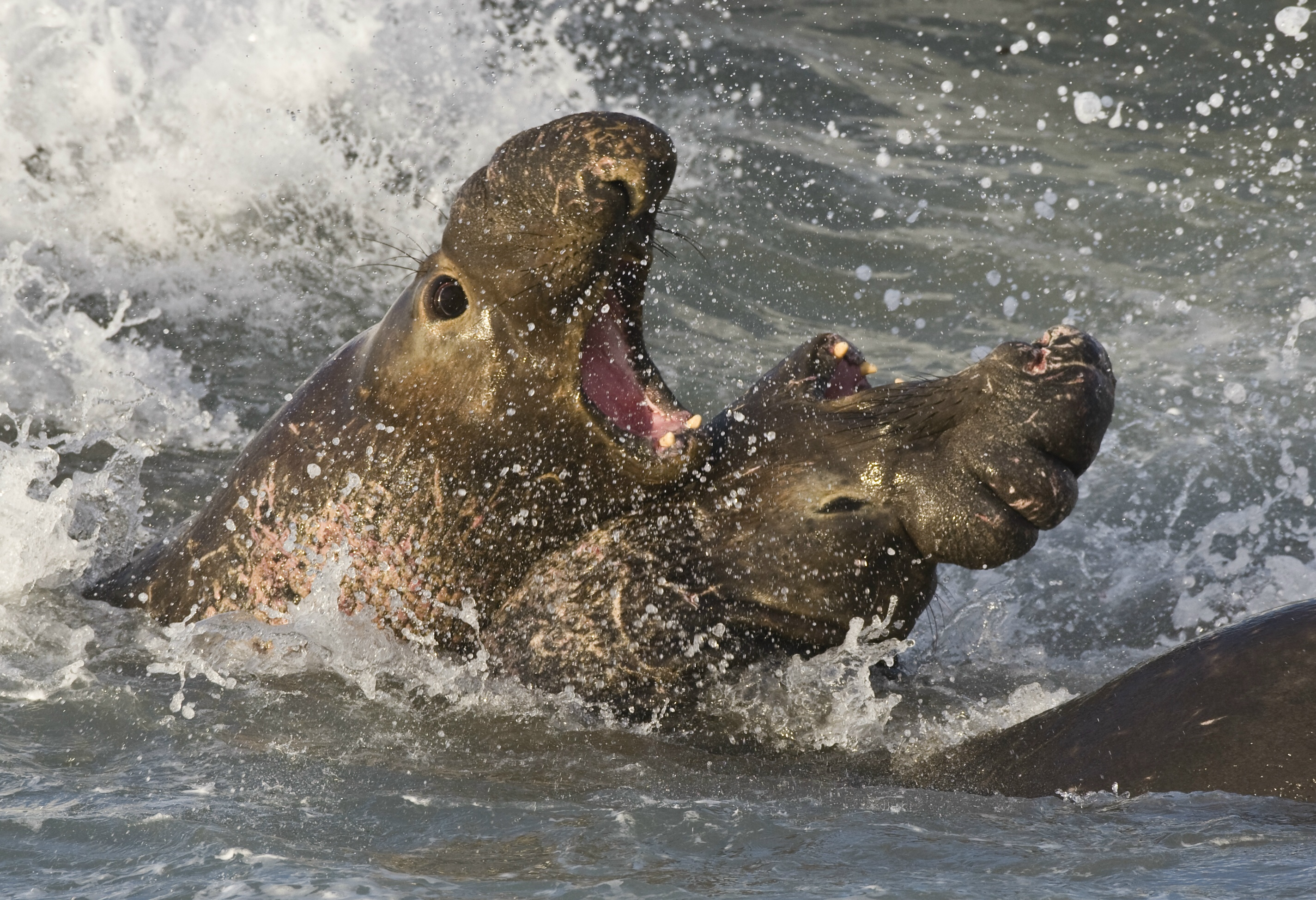
Elefantes marinhos lutando.

### Competição
- interação intra ou interespecífica que ocorre quando duas ou mais espécies necessitam de um mesmo recurso ambiental limitado podendo levar à extinção de uma delas..
- Existem duas modalidades de competição:[carece de fontes?]

### Competição interespecífica
Na ecologia é uma forma de competição onde indivíduos de diferentes espécies competem pelos mesmos recursos em um ecossistema (E. Comida ou Área de vida). [carece de fontes?]
- Alguns exemplos:[carece de fontes?]
  - Corujas, cobras e gaviões são predadores que competem entre si pelas mesmas espécies de presas, principalmente por pequenos roedores (ratos, preás, coelhos etc...) sendo assim é uma competição por alimento.
  - Árvores de diferentes espécies crescendo muito próximas umas das outras competem entre si pelo espaço para as copas das árvores se desenvolverem e assim obterem mais luz solar com o objetivo de realizar a fotossíntese, sendo uma competição por luz solar.
  - Durante os períodos de estiagem ou seca prolongada a oferta de água potável reduz drasticamente no ambiente e faz com que animais de espécies diferentes sejam obrigados a competir pela água que ainda resta em pequenas poças d´água ainda existentes no ambiente mas não são suficientes para matar a sede de todos eles, portanto uma competição por água potável.[carece de fontes?]

### Competição intraespecífica
Ocorre quando indivíduos da mesma espécie competem pelos mesmos recursos limitados em um ecossistema. A competição intraespecífica determina, basicamente, a densidade da população em certo local. Um exemplo desse tipo de competição é a territorialidade: disputa por espaço.Machos de uma mesma espécie competem entre si pelas fêmeas, fenômeno esse chamado "seleção sexual". O leão, por exemplo, tem que competir com outros leões do bando para conseguir acasalar com o máximo de fêmeas possível, visto que os leões são espécies poligâmicas 
Outros exemplos semelhantes são os galos que competem entre si usando suas esporas, carneiros competem lutando com cabeçadas, o pavão exibe a sua bela cauda competindo com outros pavões, sapos da mesma espécie competem entre si usando o coaxar e algumas exibindo o peito colorido e inflado, pássaros canoros competem entre si exibindo o canto afinado e as cores da plumagem, vaga-lumes competem exibindo as suas luzes no escuro, os grilos competem exibindo seus sons à noite.[carece de fontes?]

#### Competição e seleção natural
A competição em ambas modalidades, interespecífica ou intraespecífica constitui-se no principal instrumento da seleção natural onde vencem as formas de vida mais bem adaptadas ao meio ambiente. Dessa forma os mais fracos e menos adaptados ao meio ambiente não se reproduzem, não mandam seus genes para as gerações futuras e além disso frequentemente morrem de fome, de sede, ou de infecções devido aos ferimentos ocorridos nessas lutas. Assim, a competição é um fator que seleciona os melhores organismos da população, contribuindo para o melhoramento genético da espécie; por outro lado, é também um fator regulador da densidade populacional, evitando que a população da espécie cresça exageradamente se transformando numa superpopulação o que poderia levar a espécie a se tornar uma praga biológica causando desorganização na teia alimentar do ecossistema e até em outros níveis mais elevados do espectro biológico.[carece de fontes?]

### Canibalismo
Canibalismo é uma relação de predatismo intraespecífico em que seres de uma mesma espécie comem outros seres da sua própria espécie .
Muitas espécies de peixes devoram os alevinos de sua própria espécie, jacarés e crocodilos também devoram filhotes das suas espécies. As fêmeas da aranha viúva-negra e dos insetos louva-a-deus devoram o macho logo após acasalamento, para obter as proteínas de seu organismo, necessárias para desenvolver os ovos no seu organismo e também para impedir que o macho copule com outras fêmeas, a fim de passar a melhor genética para seus descendentes e não deixar que passe essa genética para descendentes de outras fêmeas.[carece de fontes?]

## Relações interespecíficas desarmônicas
São relações entre espécies diferentes, na qual há um prejuízo para pelo menos um dos lados.[carece de fontes?]

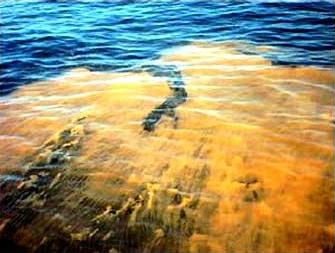
Maré vermelha, na qual há uma grande proliferação de algas que produzem toxinas capazes de prejudicar a vida dos seres aquáticos.

### Amensalismo ou antibiose
O amensalismo ou antibiose consiste numa relação desarmônica em que indivíduos de uma população expelem substâncias que impedem o desenvolvimento de indivíduos de populações de outras espécies. O exemplo mais clássico de amensalismo são os antibióticos produzidos por fungos que impedem a proliferação das bactérias. Esses antibióticos são largamente utilizados pela medicina, no combate às infecções bacterianas. O mais antigo antibiótico que se conhece é a penicilina, substância produzida pelo fungo Penicillium notatum, que foi descoberta pelo cientista Alexander Fleming em 1928. Fleming realizava pesquisas com bactérias que eram cultivadas sobre gelatina em placas de Petri, nessa gelatina, acidentalmente caíram esporos desse bolor chamado Penicillium que rapidamente germinaram e esses fungos, cultivados junto com as bactérias impediam o desenvolvimento das bactérias e assim Fleming descobriu o primeiro antibiótico que em seguida foi denominado penicilina.[carece de fontes?]
Algumas plantas produzem substâncias inibidoras que são exaladas ao seu redor com a finalidade de inibir a germinação de outras plantas evitando assim que surjam plantas competidoras nas proximidades da planta inibidora, plantas que poderiam competir por espaço, luz e água mas que nem chegam a germinar porque foram inibidas, deixando assim a área livre para a inibidora se desenvolver sozinha. Um exemplo deste caso é o eucalipto.[carece de fontes?]

### Predação

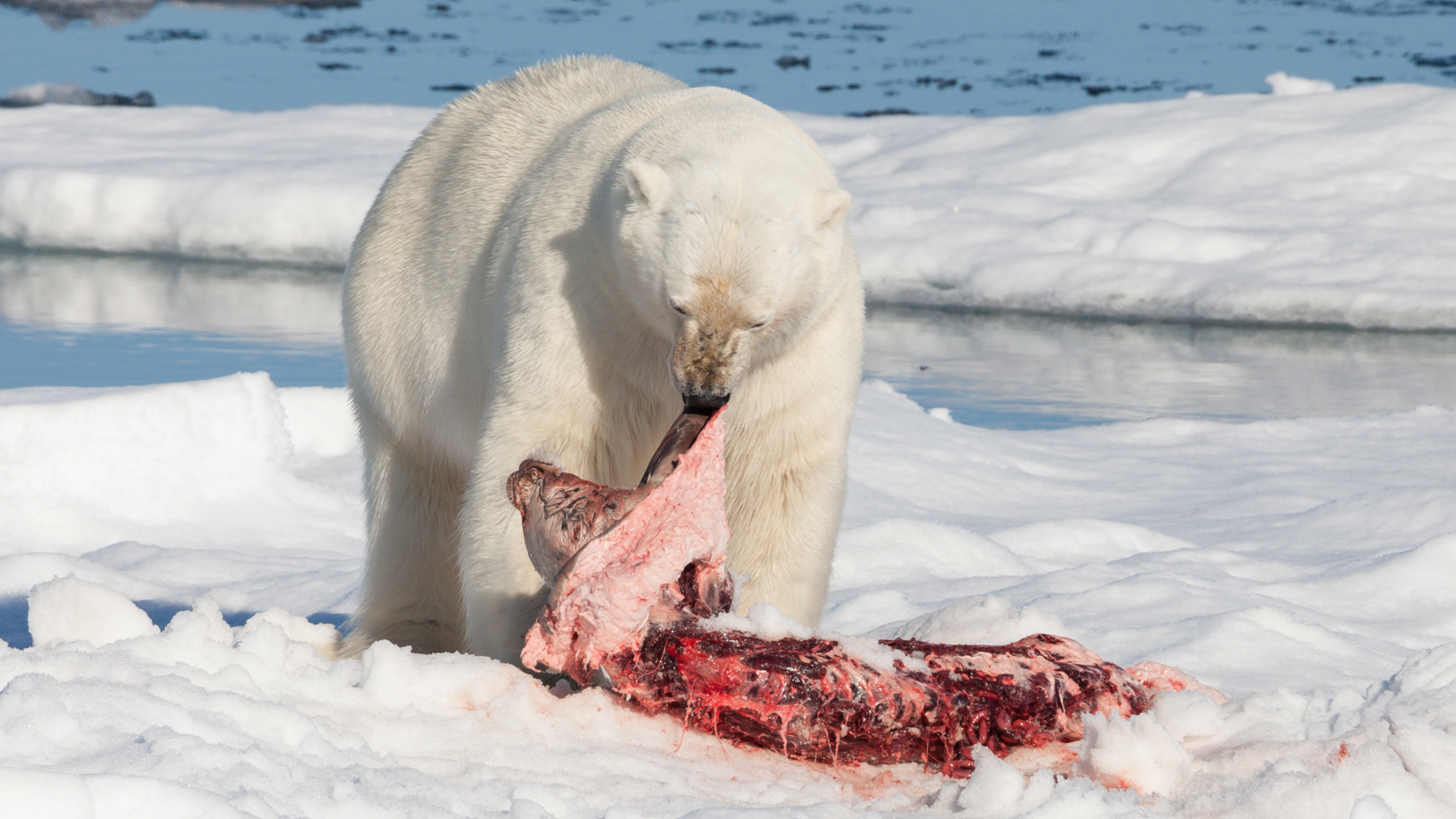
Urso polar predador.

Em um ecossistema, a predação é uma interação biológica onde um predador (um organismo que está caçando) alimenta-se de suas presas (o organismo que é atacado). Os predadores podem ou não matar suas presas antes de se alimentar, mas o ato de predação geralmente resulta na morte da presa e na eventual absorção do tecido da presa através da digestão. Também poderia constituir uma perseguição ou ataque de presas. Assim, a predação é muitas vezes, embora não sempre, carnívora. Outras categorias de consumo são herbívora (comendo partes de plantas), fungos (comendo partes de fungos) e detritívora (o consumo de material orgânico morto). Todos estes são sistemas de recursos.[carece de fontes?]
para o consumidor. Muitas vezes, pode ser difícil separar vários tipos de comportamentos alimentares. Por exemplo, alguns parasitas se instalam em seu hospedeiro e então colocam seus ovos sobre ele, para que seus filhos se alimentem, com ele ainda vivo, ou em seu cadáver em decomposição depois que ele morreu. A principal característica da predação é o impacto direto do predador sobre a população de presas. Geralmente, é uma relação interespecífica, ou seja, uma relação que ocorre entre espécies diferentes.[carece de fontes?]
Os carnívoros são exemplos de animais predadores, o leão, o lobo, o tigre e a onça são predadores que caçam, matam e comem zebras, coelhos, alces, capivaras e outros animais. Nas águas são comuns os peixes predadores que vivem caçando e matando outros peixes a fim de se alimentarem; aves predadoras, que matam e comem outros animais, como as corujas, águias e gaviões que atacam aves menores, ou seus ovos, ou outros animais menores, como ratos e lagartos; répteis predadores como crocodilos, jacarés e as lagartixas domésticas, que devoram diversos tipos de presas; a maioria dos aracnídeos são predadores, como as aranhas. Em geral atacam e devoram moscas, baratas e insetos em geral, ou até pequenas aves e mamíferos. Até mesmo no mundo dos micróbios a predação é evidente, existindo muitos protozoários maiores que são predadores de protozoários menores.[carece de fontes?]
Raros são os casos em que o predador é uma planta. As plantas carnívoras, no entanto, são excelentes exemplos, pois aprisionam, matam e digerem principalmente insetos afins de absorver os minerais contidos na carne deles.[carece de fontes?]
Algumas espécies desenvolveram adaptações para se defenderem dos predadores:[carece de fontes?]
- Mimetismo;
- Camuflagem;
- Aposematismo.

### Herbivorismo
Herbivorismo é uma relação interespecífica sem benefício entre um animal e uma planta, que ocorre quando o animal (herbívoro ou onívoro), alimenta-se de plantas.[carece de fontes?]

### Parasitismo
Parasitismo é uma relação sem benefício entre seres de espécies diferentes, em que um deles é o parasita que vive dentro ou sobre o corpo do outro que é designado hospedeiro, do qual retira alimento para sobreviver em um tempo constante.[carece de fontes?]
Os parasitas geralmente não têm intenções de causar a morte dos hospedeiros, no entanto por vezes a população do parasita cresce exageradamente em determinados hospedeiros de forma que a superpopulação desses parasitas acaba causando a morte desses hospedeiros devido ao excesso de prejuízos causados pela quantidade anormal de parasitas parasitando um só organismo hospedeiro, designada hiperinfecção de parasitas.
- Quanto à localização no corpo do hospedeiro, os parasitas podem ser classificados em:[carece de fontes?]
  - Ectoparasitas "ecto" significa à superfície
  - Endoparasitas "endo" significa internos
  - Parasitas intracelulares "intra" significa dentro das células.

Ectoparasitas são parasitas que vivem no exterior do corpo dos hospedeiros como os carrapatos, piolhos, pulgas, mosquitos e outros.[carece de fontes?]
Endoparasitas são parasitas que vivem no interior dos hospedeiros como a maioria das bactérias patogênicas, protozoários, o bicho-geográfico da dermatite linear serpiginosa, bicho-de-pé da tungíase, vermes intestinais e outros.[carece de fontes?]
Parasitas intracelulares são parasitas microscópicos que vivem e se reproduzem no interior das células dos hospedeiros, como os vírus e alguns protozoários, como o Plasmodium causador da malária.[carece de fontes?]

### Sinfilia ou esclavagismo
Esclavagismo é um tipo de relação ecológica entre seres vivos onde um ser vivo se aproveita das atividades, do trabalho ou de produtos produzidos por outros seres vivos.
- Existem duas modalidades de esclavagismo:[carece de fontes?]
  - Esclavagismo interespecífico
  - Esclavagismo intraespecífico

Esclavagismo interespecífico: quando esse tipo de relação ocorre entre indivíduos de diferentes espécies de seres vivos, como é o caso de formigas que cuidam e protegem pulgões para obter o açúcar deles.
Os pulgões são pequenos insetos parasitas de plantas que passam a maior parte do tempo parados, sugando a seiva açucarada que circula pelos vasos liberianos das plantas. A seiva elaborada pelas plantas possui uma pequena quantidade de aminoácidos mas uma grande quantidade do açúcar glicose, assim para obter a quantidade de aminoácidos que necessitam para formar as suas próprias proteínas, os pulgões precisam sugar uma quantidade exagerada de seiva açucarada de forma que esse excesso de açúcar ingerido precisa ser excretado. As formigas lambem todo esse açúcar que fica saindo constantemente do abdome dos pulgões e assim os mantendo sempre limpos e protegidos e protegem os pulgões de eventuais predadores como por exemplo as joaninhas que são predadores dos pulgões. O açúcar é um importante alimento para as formigas e, por isso, elas se associam aos pulgões produtores de açúcar escravizando-os. As formigas também tratam e protegem os filhotes dos pulgões, levam-nos para locais mais seguros nos caules das plantas, ou mesmo para dentro do formigueiro, onde os instalam junto a raízes de plantas vivas; esses pulgões passam a sugar as raízes fornecendo açúcar para as formigas mesmo dentro dos formigueiros.
O esclavagismo interespecífico consiste numa relação onde o esclavagista sempre cuida e protege os seres que foram por ele escravizados e nesse exemplo, embora exista protocooperação, a relação é considerada desarmônica devido a dependência que os pulgões passam a ter das formigas. Na protocooperação um sócio não depende do outro para sobreviver mas, nesse caso se as formigas abandonassem os pulgões eles não conseguiriam se defender das joaninhas, seriam todos eles devorados e a espécie deles seria extinta.